# ۲۹۱ (پیش از میلاد)
۲۹۱ (پیش از میلاد) ۲۹۱مین سال قبل از تقویم میلادی است.